# Cneu Servílio Gêmino
Cneu Servílio Gêmino (data de nascimento  desconhecida — 02 de agosto de 216 a.C.; em latim: Cneus Servilius Geminus) foi um político da gente Servília da República Romana eleito cônsul em 217 a.C. com Caio Flamínio Nepos. Era filho de Públio Servílio Gêmino, cônsul em 252 e 248 a.C..

## Segunda Guerra Púnica

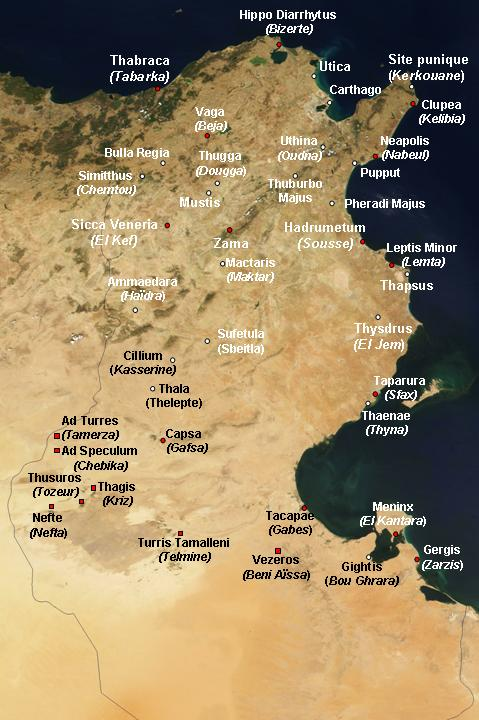
Mapa da antiga costa africana de Cartago (moderna Tunísia). No canto inferior direito, Meninx é a ilha maior, ao sul, e Cercina, um pouco mais ao norte, é a ilha de frente para a costa de Sfax. Ambas foram atacadas por Cneu Servílio e sua frota em 217 a.C..

### Consulado (217 a.C.)
Cneu foi eleito cônsul em 217 a.C., o segundo ano da Segunda Guerra Púnica, juntamente com Caio Flamínio Nepos. No outono anterior, Aníbal, tendo cruzado os Alpes, chegou até a planície Padana e já havia derrotado os cônsules Públio Cornélio Cipião (pai de Cipião, o Africano) na Batalha de Ticino e Tibério Semprônio Longo na Batalha de Trébia.
No começo de março, iniciaram as operações militares contra Aníbal, partindo da cidade de Arímino. Logo depois da desastrosa derrota derrota na Batalha do Lago Trasimeno, na qual morreu Caio Flamínio, entregou o comando das operações militares na Itália ao ditador Fábio Máximo e assumiu o comando da frota romana que defendia as províncias da Sicília e Sardenha e Córsega. Marco Atílio Régulo foi nomeado cônsul sufecto para substituir Flamínio e ele também serviu no exército de Fábio Máximo.
Servílio navegou com uma frota de 120 barcos pelas costas da Sardenha e Córsega caçando navios cartagineses e, depois de ter feito reféns por toda parte, cruzou para o norte da África. No caminho, arrasou a ilha de Meninx e Cercina só se salvou depois de pagar dez talentos de ouro de seus habitantes. Depois de desembarcar em território cartaginês, suas tropas passaram a saquear sistematicamente a região, mas, por descuido e por causa de informações incompletas que receberam, os romanos acabaram pegos de surpresa e foram forçados a recuar. Cerca de mil soldados foram mortos e os restantes navegaram para a Sicília, onde a frota foi colocada sob o comando de Públio Sura, que recebeu ordens de levá-la a Roma. O próprio Cneu Servílio viajou a pé, atravessando a Sicília, e, depois de ser convocado pelo ditador Fábio Máximo, cruzou o estreito de Messina e retornou para a Itália.
Em novembro, terminada a ditadura, Cneu recebeu novamente o comando das forças romanas, mas não empreendeu nenhuma operação de relevo.

### Procônsulado (216 a.C.)
No ano seguinte, tanto ele quanto Régulo receberam poderes proconsulares. Cneu enfrentou o exército cartaginês em diversas escaramuças e ajudou no alistamento de novas tropas comandado pelo cônsul Lúcio Emílio Paulo. Comandou o centro da linha romana que enfrentou as forças de Aníbal na Batalha de Canas e foi morto em combate.